# Eupithecia hodeberti
Eupithecia hodeberti es una especie de insectos lepidópteros, más concretamente de polillas, perteneciente a la familia de geométridos. La especie fue descrita por Claude Herbulot, habiendo sido descrita en 1993. Se distribuye en Ecuador, donde el holotipo, un espécimen macho adulto, fue recolectado a una altitud de 3850 metros (12 631,2 pies) sobre el nivel del mar a 25 kilómetros (15,5 mi) sobre la carretera de Pifo a Baeza.